# Albert Vasseur
Vous êtes invité à donner votre avis sur cette page de discussion, de manière argumentée en vous aidant notamment des critères d’admissibilité ou en présentant des sources extérieures et sérieuses.  
Après avoir apposé le modèle {{Admissibilité}} sur une page, suivez les étapes expliquées sur Wikipédia:Débat d'admissibilité/Aide :
| 1. | Créez la page de débat d'admissibilité.                                                                      | Sauvegardez d’abord la page pour l’initialiser puis indiquez votre motivation.        |
| 2. | Important : ajoutez une entrée dans la section Débat d'admissibilité du jour.                                | Utilisez ce texte : *{{L\|Albert Vasseur}}                                            |
| 3. | Pensez à informer les contributeurs principaux de la page et les projets associés lorsque cela est possible. | Utilisez ce texte : {{subst:Avertissement débat d'admissibilité\|Albert Vasseur}}~~~~ |

Le lieutenant Albert Vasseur est un officier de l'Armée de l'air, né en 1923 et mort au combat, en 1957.

## Biographie
Albert Vasseur est né le 29 mars 1923, au Cateau-Cambrésis. Il s'engage dans l'Armée de l'air le 16 septembre 1941, dans les services généraux, il est affecté au groupe de chasse 2/8, basé à Marignane.
Cette affectation se termine avec la démobilisation, le 30 novembre 1942.
Après une activité de résistant durant la guerre, il est admis en 1949 à l'École militaire de l'air, pour suivre la formation d'officier, au titre des services administratifs.
Il participe à la création des Commandos parachutistes de l'air, en tant qu'officier du Commandos parachutistes de l'air 10.541, futur CPA 10.
Le 10 décembre 1957, il commande le CPA 10 dans une opération qui réunit les quatre commandos. Atteint mortellement au cœur, c'est l'un des morts au combat du CPA 10 durant la guerre d'Algérie.
Il est décoré de la Croix de guerre 1939/1945, de la croix de la valeur militaire, avec deux palmes. Albert Vasseur est officier de la Légion d'honneur.

## Faits remarquables
Démobilisé, Albert Vasseur rejoint la résistance. Il travaille en avril 1944 avec les maquis du Puy de Dôme, jusqu'à la libération.
En octobre 1944, il rejoint de nouveau l'Armée de l'air, cette fois en tant que Fusilier de l'Air, spécialité "ancêtre" des Commandos parachutistes de l'air. Il abandonne les activités administratives.
En 1956, il se porte volontaire pour servir en Algérie, avec le souhait de rejoindre les Commandos parachutistes de l'air, créés le 12 mars 1956, à la base aérienne 146 de La Réghaïa. Il est breveté parachutiste militaire et rejoint le Groupement des commandos parachutistes de l'air 00/541, comme chef de section au CPA 10, auprès du capitaine Albert-Charles Meyer,.
Il est tué au combat, en Kabylie, le 11 décembre 1957, lors d'une longue opération à Ait-Ouabane. Une balle l'atteint au cœur, alors qu'il se trouvait sur un piton, aux côtés de son supérieur hiérarchique, le capitaine Albert-Charles Meyer. Le radio du chef du commando no 10 est également tué, plusieurs hommes sont blessés dans cet assaut rebelle.

## Hommages
Le lieutenant Albert Vasseur est le parrain de la promotion 1998 de l'École militaire de l'air.
Il est aussi le parrain de la base aérienne 122 Chartres-Champhol, fermée en 1996.
La commune de Champhol conserve une rue qui porte son nom.

## Sources et Notes
- Biographie des parrains de promotion de l'École militaire de l'air.
- "Commandos Paras de l'Air" / Patrick de Gmeline / Presses de la Cité